# Таскулам (Тенеси)
Таскулам (енгл. Tusculum) град је у америчкој савезној држави Тенеси.

## Демографија
По попису из 2010. године број становника је 2.663, што је 659 (32,9%) становника више него 2000. године.
| Група             | 2000.         | 2010.         |
| Белци             | 1.907 (95,2%) | 2.365 (88,8%) |
| Афроамериканци    | 73 (3,6%)     | 146 (5,5%)    |
| Азијати           | 10 (0,5%)     | 29 (1,1%)     |
| Хиспаноамериканци | 6 (0,3%)      | 86 (3,2%)     |
| Укупно            | 2.004         | 2.663         |